# Яструб новогвінейський
Яструб новогвінейський (Megatriorchis doriae) — вид хижих яструбоподібних птахів родини яструбових (Accipitridae). Ендемік Нової Гвінеї. Єдиний представник монотипового роду Новогвінейський яструб (Megatriorchis). Вид названий на честь італійського натураліста Джакомо Доріа.

## Опис
Новогвінейський яструб досягає довжини 69 см і є одним з найбільших яструбів. Верхня частина тіла птаха має сірувато-коричневе забарвлення, потилицею і спиною проходить чорна смуга. Нижня частина тіла білувата, за очима чорні смуги. Райдужки темно-карі, дзьоб чорнуватий, лапи зеленувато-жовті. Виду не притаманний статевий диморфізм, хоча самки дещо більші за самців.

## Поширення і екологія
Новогвінейські яструби мешкають на Новій Гвінеї та на сусідньому острові Батанта. Вони переважно живуть у вологих рівнинних тропічних лісах на висоті до 1100 м над рівнем моря, іноді трапляються в мангрових лісах та в гірських тропічних лісах на висоті до 1400 м над рівнем моря.

## Поведінка
Новогвінейські яструби харчуються птахами, зокрема малими дивоптахами, та іншими дрібними тваринами. Гніздяться в кронах дерев. 

## Збереження
МСОП вважає стан збереження цього виду близьким до загрозливого. Новогвінейський яструб внесений до Додатку II Конвенції СІТЕС.